# Антон, Вальдемар
Вальдема́р Анто́н (нем. Waldemar Anton, узб. Valdemar Anton; 20 июля 1996 года, Алмалык, Ташкентская область, Узбекистан) — немецкий футболист, центральный защитник клуба «Боруссия Дортмунд» и сборной Германии. Также может сыграть на позициях крайнего (флангового) защитника или опорного полузащитника. Участник чемпионата Европы 2024.

## Биография
Вальдемар Антон родился 20 июля 1996 года в городе Алмалык, который находится в Ташкентской области Узбекистана. Его родители родились в Узбекистане и позднее переехали в Германию. По словам самого Антона, его дедушка и бабушка разговаривали на узбекском языке, а его родители и он сам — русскоязычные, которые в то же время владеют и немецким языком.

## Клубная карьера

### «Ганновер 96»
Начал обучаться футболу в футбольной академии клуба «Ганновер 96». Играл за молодёжную команду клуба. С 2015 года сыграл в составе молодёжной команды «Ганновера» 11 матчей и забил один гол. С 2016 года стал привлекаться в основную команду, которая выступает в немецкой Бундеслиге. Первый матч в Бундеслиге сыграл против «Штутгарта» (2:1). Первый гол в чемпионате забил 15 апреля 2016 года в ворота мёнхенгладбахской «Боруссии». За 5 лет выступлений в основной команде Антон принял участие в 137 матчах и забил 5 мячей.

### «Штутгарт»
28 июля 2020 года Антон перешёл в «Штутгарт», подписав контракт на четыре года. Сумма трансфера составила 4 млн евро. 5 ноября 2021 года продлил контракт с клубом до 2025 года. В августе 2023 года Антон был назначен капитаном команды, а 14 января 2024 года продлил свой контракт со «Штутгартом» до 2027 года.

### «Боруссия» Дортмунд
8 июля 2024 года перешёл в дортмундскую «Боруссию» и подписал четырёхлетний контракт с клубом.

## Карьера в сборной
В конце мая 2016 года Антоном стали интересоваться тренерский штаб национальной сборной Узбекистана и специалисты Федерации футбола Узбекистана. Некоторое время утверждалось, что ведутся переговоры о приглашении Антона в сборную Узбекистана, но после этого никаких сообщений об этом не появилось в СМИ. В одном из интервью в июле 2016 года Антон заявил, что хотел бы сыграть за сборную России, если представится такая возможность. В начале сентября 2016 года сыграл за молодёжную сборную Германии один матч.
14 марта 2024 года был впервые вызван в национальную сборную Германии для участия в товарищеских матчах против сборных Франции и Нидерландов. Дебютировал 23 марта в матче против сборной Франции (2:0), заменив Тони Крооса во втором тайме.
На чемпионате Европы-2024 сыграл два матча — против Дании и Испании в плей-офф.